# زاجاس (كيسيفو)
زاجاس (Зајас) هي مدينة في مقاطعة كيسيفو في جمهورية مقدونيا.
يبلغ عدد سكانها حوالي 12755   نسمة.